# Herb Azorów

Herb Azorów

Herb Azorów przedstawia na tarczy w czerwonej bordiurze z 9 złotymi gwiazdami, w polu srebrnym błękitnego jastrzębia z czerwonym uzbrojeniem i językiem. Nad tarczą w klejnocie pół błękitnego orła usianym 9 złotymi gwiazdami. Labry błękitno-srebrne. Trzymaczami są dwa czarne byki ze złotymi obrożami i łańcuchami, trzymającymi dwie chorągwie Zakonu Rycerzy Chrystusa i Ducha Świętego. Pod nimi wstęga z napisem Antes morrer livres que em paz sujeitos (polski: Lepiej umrzeć w wolnym kraju niż żyć w zaborze).
Herb przyjęty został w 1979 r.